# Oceano
Oceano ist eine US-amerikanische Deathcore-Band aus Chicago, die im Jahr 2006 gegründet wurde.

## Geschichte
Die Band wurde im Jahr 2006 gegründet. In der Anfangszeit spielte die Band einige Konzerte, wobei die Besetzung häufig wechselte. Im Folgejahr festigte sich dann die Besetzung. Im Jahr 2007 und im Jahr darauf veröffentlichte die Band jeweils ein Demo. Dadurch und durch das Spielen von Konzerten erreichte die Band im Jahr 2008 einen Vertrag bei Earache Records.
Im selben Jahr schoss die Band Fotos von sich, die sie als blutverschmierte Schlachter darstellten, die Frauen schlachten wollen. Die Bilder mussten jedoch wieder von ihrer Myspace-Seite gelöscht werden, da diese als „sexistisch“ und „zu gewaltverherrlichend“ angesehen wurden. Im Jahr 2008 wurde außerdem ihr Debütalbum namens Depths im The Foundation Studios in Connersville, Indiana, aufgenommen. Produzent war dabei Joey Sturgis (The Devil Wears Prada).
Nach der Veröffentlichung folgten Auftritte zusammen mit Hatebreed, Suffocation, Suicide Silence, Emmure, Winds of Plague und Whitechapel.
Im Jahr 2010 wurde das zweite Album namens Contagion über Earache Records veröffentlicht.
Im Januar 2012 verbreitete sich das Gerücht, dass sich die Band bedingt durch die Vaterschaft von Sänger Warren auflösen werde. Der letzte Auftritt der Band sollte auf dem New England Metal and Hardcore Festival stattfinden. Earache Records stellte jedoch klar, dass die Band lediglich eine Auszeit nehme. Im April 2012 verkündete die Band selbst, dass sie sich nicht aufgelöst habe, ihr Line-Up beibehalten und 2013 ein weiteres Album veröffentlicht werde.
Nachdem die geplante Teilnahme von Oceano an einer gemeinsamen Tour mit Attila und Defiler, da gegen mehrere Mitglieder beider Bands Vorwürfe des Sexueller Missbrauch im Raum stehen, veröffentlichte Adam ein Statement, in dem er sich zu den Vorwürfen äußerte und bekannt gab, dass er Oceano verlassen wird um sich auf seine Solo-Karriere zu konzentrieren.

## Stil
Auf ihrer Myspace-Seite gibt die Band andere Gruppen wie Behemoth und The Acacia Strain als ihre Haupteinflüsse an. Die Band spielt technisch anspruchsvollen Deathcore, wobei die meist eher ein schleppenden, tiefen Klang haben und schnelle Passagen eher in den Hintergrund treten.

## Diskografie
- 2009: Depths (Earache Records)
- 2010: Contagion (Earache Records)
- 2013: Incisions (Earache Records)
- 2015: Ascendants (Earache Records)
- 2017: Revelation (Earache Records)